# 동아지질
동아지질(東亞地質)은 대한민국의 토목 공사 기업이다.

## 역사
2009년 6월 12일에 대우증권을 주관사로 공모가 14,500원에 코스피 시장에 상장하였다. 2024년, 터널 굴착용 기계(TBM)를 자체 기술로 제작하는 데 성공하였다.

## 참여
- 대한민국: 인천공항 제2여객터미널 연결철도 TBM, 서울지하철 9호선 909공구, 거가대교 침매터널 연약지반개량공사, 부산 신항과 울산 신항 지반개량공사, 거가대교 침매터널 연약지반개량공사[3]
- 홍콩: 뉴타운 매립공사, 홍콩국제공항 제3활주로 지반개량공사, 증설공사[4][5]
- 기계식 터널 굴착 TBM: 싱가포르 지하철, 카다르 지하철, 아부다비 하수관로, GTX, 서울지하철, 한강 해저터널[6]

현재 필리핀 남북도시철도에서 현대건설과 필리핀의 메가와이드와 컨소시엄을 이루어 마닐라 남북철도 N2구간 제1공구에 참여하고 있다.

## 같이 보기
- 터널굴착기